# هوجو توکی‌یوکی
هوجو توکی‌یوکی (به ژاپنی: 北条時行 Hōjō Tokiyuki); – ۲۱ ژوئن ۱۳۵۳) سامورایی، پسر هوجو تاکاتوکی، چهاردهمین شیکن در شوگون‌سالاری کاماکورا اهل ژاپن بود.
توکی‌یوکی هم علیه نیروهای امپراتوری و هم با نیروهای آشیکاگا جنگیده بود تا شوگون سالاری کاماکورا را که خاندان او برای بیش از یک قرن حاکم واقعی آن بودند را نجات دهد. پس از محاصره کاماکورا در سال ۱۳۳۳ میلادی با خودکشی پدرش و نابودی تقریباً کامل خانواده اش، او به ولایت شینانو و خانه سووا یوریشیگه گریخت و در آنجا ارتشی را گردآوری کرد تا با آن بازگردد و دوباره وارد کاماکورا شد. در سال ۱۳۳۵، آشیکاگا تادایوشی را مجبور به فرار کرد تا اینکه توسط برادر بزرگ تادایوشی، اولین شوگون در شوگون‌سالاری آشیکاگا آینده، آشیکاگا تاکائوجی خودش مجبور به فرار شد.
مدت کوتاهی پس از شکست، هوجو توکی‌یوکی درخواست کرد که توسط امپراتور گودایگو مورد عفو قرار گیرد و به‌طور رسمی به خدمت دربار جنوبی (در آن زمان رقیب شوگون‌سالاری آشیکاگا)، تحت فرماندهی کیتاباتاکه آکی‌ایه وارد شد. به کیتاباتاکه آکی‌ایه و بعداً شاهزاده مونه‌ناگا در بازپس‌گیری کاماکورا به رهبری نیتا یوشی‌اوکی کمک کرد.
با این حال، هنگامی که نیتا توسط آشیکاگا تاکائوجی تعقیب شد و به ولایت اچیگو پناه برد، توکی‌یوکی به ولایت ساگامی گریخت، جایی که نیروهای وفادار به آشیکاگا او را پیدا کردند و سر بریدند.